# Скворец Моцарта

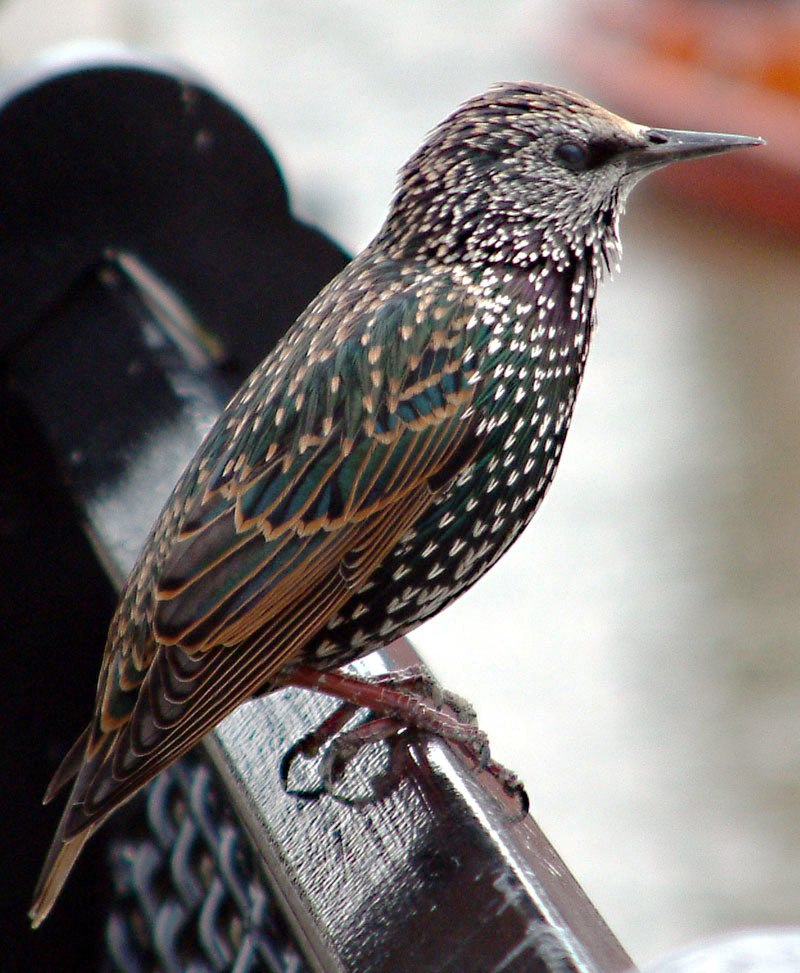
Обыкновенный скворец, Sturnus vulgaris

В венский период на протяжении пяти лет (1782—1786) в творчестве Вольфганга Амадея Моцарта самое важное место занимали фортепианные концерты — тогда композитор создал 15 сочинений данного рода, многие из которых причисляются к вершинам его инструментального творчества. К ним же относится фортепианный концерт № 17 G-dur (KV 453), завершённый 12 апреля 1784 года и предназначавшийся в рукописи для ученицы Бабетты Плойер (per la signora Barbara Ployer).
Моцарт очень любил животных и среди них особенно выделял птиц. Вскоре после сочинения концерта G-dur композитор напел мелодию из его финала (Allegretto) в лавке птицелова:
Audio playback is not supported in your browser. You can download the audio file.
Согласно Герману Аберту, «скворец просвистел за ним эту мелодию, комично изменив её, и это так понравилось Моцарту, что он сразу же купил его». В 1784 году, когда возрос авторитет Моцарта и улучшилось его материальное положение, композитор начал вести книгу доходов и расходов, где записал: «27-го мая 1784 года птица скворушка 34 кр[ейцера]». 
А рядом с этим была записана мелодия в исполнении скворца:
Audio playback is not supported in your browser. You can download the audio file.
с примечанием «Это было прекрасно!». Судя по записи Моцарта, скворец неправильно вставил фермату в последнюю долю первого полного такта и пел соль-диез вместо соль в следующем такте. Моцарт, вероятно, не шутил, когда сделал свою запись, потому что скворцы, как известно, имеют очень мощный потенциал для вокального подражания. Альфред Эйнштейн писал, что финал концерта «представляет собой ряд вариаций на совсем наивную, „птичью“, папагеновскую тему, но с грандиозным полифоническим заключением».
Птица прожила в доме композитора три года и умерла 4 июня 1787 года. Моцарт похоронил её на заднем дворе своего дома и написал памятное стихотворение по этому случаю:

| Hier ruht ein lieber Narr, Ein Vogel Staar. Noch in den besten Jahren musst er erfahren Des Todes bittern Schmerz. Mir blut't das Herz Wenn ich daran gedenken. O Leserǃ schenke Auch du ein Thränchen ihm. Er war nicht schlimm; Nur war er etwas munter, Doch auch mitunter Ein lieber loser Schalk, Und drum kein Dalk. Ich wett', er ist schon oben, Um mich zu loben Für diesen Freundschaftsdienst Ohne Gewinnst. Dann wie er unvermuthet Sich hat verblutet, Dacht er nicht an den Mann, Der so schön reimen kann. |

Отто Дойч называет стихотворение «серьёзно-комическим». Тем не менее, скворцы тесно взаимодействуют со своими хозяевами, часто сближаясь с ними. Таким образом, выражение печали Моцарта, возможно, было вполне искренним.